# Killers (film 1997)
Killers è un film del 1997 diretto da David Michael Latt ed è stato distribuito dalla The Asylum.
Il film è una produzione direct-to-video.

## Trama
Heather, una ricca ragazza, il suo fidanzato Ray e altri amici, comprano della droga per darla a delle persone che ne hanno fatto richiesta.
Appena arrivati in una strana casa buia, i ragazzi portano la droga a queste persone che li "accolgono" con pistole e armi.
Queste persone sono assassini e uccidono uno ad uno i ragazzi.
Heather è la sopravvissuta che cerca in ogni modo di fuggire, ma non vi riesce e quindi la ragazza dovrà tirare fuori il suo "lato cattivo" e lottare per salvarsi.

## Produzione
Il film fu prodotto da The Asylum con un budget stimato in 100000 $.

## Distribuzione
Il film è uscito in home video e in alcuni cinema il:
Portogallo (9 febbraio 1997)
Stati Uniti d'America (22 settembre 1998)
Germania (26 ottobre 2004)

## Premi
Il film ha ricevuto una nomination nel 1997 all'International Film Fantasy Award per il miglior film.

## Sequel
Dopo lo scarso successo di questo, la Asylum ha creato Killers 2: The Beast nel 2003.

## Curiosità
- La Asylum è specializzata soprattutto per la produzione di mockbuster, ma questo è un film originale e non il mockbuster di un altro.
- Questo è il primo film prodotto dalla Asylum.

## Slogan promozionali
- Deep Whithin Us All (C'è il profondo dentro tutti noi)
- The Hunt Begins Now (La caccia inizia ora)